# Helen of Four Gates
Helen of Four Gates è un film muto del 1920 diretto da Cecil M. Hepworth. Si basa su un popolare romanzo scritto da Ethel Carnie, una giovane della working class del Lancashire che si firmò con il nome da sposata come Mrs E. Holdsworth.

## Trama
Un pazzo adotta la figlia di una donna morta che lo aveva respinto e costringe la giovane a sposare un truffatore.
L'uomo in questione, Abel Manson, forse, al tempo, un paio di decenni prima che l'azione si svolga, era il fidanzato della donna, e non era (ancora diventato) folle, qualunque cosa con questo termine si voglia intendere. Il suo rivale, Hinson, aveva convinto la donna che nella schiatta dei Manson si annidasse la tara dell'insania, adducendo esempi – non si sa quanto rispondenti alla realtà – di un membro della famiglia che aveva ucciso la sua amata. Così, alla fine, è Hinson stesso a sposare la donna. Un paio di anni dopo Hinson è morto, e la donna è moribonda. Ella, in mancanza di parenti affida la piccola figlioletta Helen, prima di spirare, proprio ad Abel, che la porta nella propria azienda agricola di Four Gates, nei moors dello Yorkshire.
Helen, circa due decenni dopo, è ormai una giovane donna. Abel non aveva mai nascosto a sé stesso il motivo per cui aveva accettato di adottare l'allora bambina: voleva vendicarsi su di lei del fatto che la madre l'avesse abbandonato per Hinson. L'occasione si presenta quando tale Fielding Day, un tempo compagno di malefatte di Abel, e ora poco più che un vagabondo, bussa alla porta di Four Gates. Abel Manson – nel suo esasperato, insano e persistenete sentimento di vendetta - gli promette futura ricchezza se solo avesse accettato di sposare Helen e le avesse reso la vita un inferno, come quello che lui aveva dovuto attraversare dopo essere stato lasciato dalla madre della ragazza.
Helen aveva un fidanzato, Martin Scott, da qualche mese assunto come lavorante a Four Gates. La storia si ripete: quando Abel rende edotti Martin ed Helen della vera o presunta vena di pazzia dei Manson, il giovane bracciante – dando retta più alla ragione che all'amore – decide di non rischiare che gli eventuali figli siano affetti dalla demenza, e dopo alcune tergiversazioni, lascia la ragazza, e la località. Helen è fuori di sé. Tutto il villaggio è stato testimone del suo affannoso umiliante correre dietro a Martin, quando costui se n'era andato. Per mettere a tacere le malelingue e recuperare un po' di dignità, Helen accetta di sposare Fielding Day, che nel frattempo era diventato – come promessogli da Abel – figura importante e riverita all'interno della fattoria.
Come c'era da aspettarsi il matrimonio si rivela infelice. Questo era precisamente lo scopo di Abel, che, non molto tempo dopo cade seriamente malato rimanendo parzialmente paralizzato: fra le incombenze di Helen rientra allora anche quella di occuparsi dell'infermo che crede essere suo padre. Quando Abel le rivela di non avere alcuna parentela con lei, la ragazza si sente ancora più abusata, e, depressa, si getta in un gelido corso d'acqua nel tentativo di togliersi la vita. Viene tratta in salvo da un lavorante del Four Gates (particolarmente odiato e maltrattato da Fielding), che la porta alla fattoria più vicina, quella dove la compassionevole signora Tripp si prende cura di lei. Alla fattoria dei Tripp era stato recentemente assunto Martin Scott, che, poiché al cuore non si comanda, era ritornato nei paraggi per rintracciare colei che non aveva potuto mai dimenticare. I due si reincontrano.
Helen si mostra altera ed inflessibile, rimproverandogli di essere stato un codardo per averla lasciata. Ma il cuore ha le sue ragioni, che la ragione non conosce, ed in breve i due si riuniscono: Helen si reca dai Tripp, al capezzale di Martin, che, malato, nel suo delirio non faceva che invocarla, e gli rivela di non essere figlia di Abel. Fielding la segue, li scopre in atteggiamenti intimi, minaccia Martin, e, dopo aver riportato a casa la moglie, la frusta. Helen allora abbandona i Four Gates – dove lascia al suo destino Abel, che, incredulo, nei minuti successivi ha un accesso e muore - per riunirsi con Martin, con il quale si incammina, con poca speranza per il futuro, per le desolate lande della brughiera.
Prima di inseguirli, armato di un revolver, Fielding maltratta malamente ancora una volta il bracciante che aveva salvato Helen dalle acque: costui, però, questa volta ne ha abbastanza, si arma di una roncola e lo raggiunge prima che Fielding possa sparare ai fuggitivi ritiratisi sugli impervi pendii della regione, facendolo precipitare in un dirupo, dove l'indesiderato marito trova la morte. L'evento funesto non può che aprire un varco di speranza e di futura felicità, infine, per Helen e Martin.

## Produzione
Il film fu prodotto dalla Hepworth e venne girato a Heptonstall, nei pressi di Hebden Bridge, negli stessi luoghi dov'è ambientato il romanzo. Le didascalie furono scritte nel dialetto del West Yorkshire.

## Distribuzione
Distribuito dalla Hepworth, il film uscì nelle sale cinematografiche britanniche nel 1920.
Si pensava che la pellicola fosse andata distrutta nel 1924 insieme a gran parte degli altri film della Hepworth. Il produttore, in gravissime difficoltà finanziarie, pensò in questo modo di poter almeno recuperare l'argento dal nitrato delle pellicole. Una copia del film venne ritrovato nel 2008 in Canada, in un archivio di Montreal, e fu presentata il 15 marzo 2012 al Cinefest (USA).